# Kisa
Kisa är en tätort i Östergötland samt centralort i Kinda kommun, Östergötlands län. Orten ligger där Kisaån flyter ihop med Lillån och rinner ut i Kisasjön.

## Historik
Kisa var och är kyrkby i Kisa socken. I byn fanns de fyra hemmana Kullagården och Prästgården väster om Kisaån samt Värgården och Storgården öster om ån. Kisa ingick efter kommunreformen 1862 i Kisa landskommun. I denna inrättades för orten 15 april 1904 Kisa municipalsamhälle, vilket upplöstes 31 december 1951 samtidigt som landskommunen och orten uppgick i Västra Kinda landskommun.

## Samhället
Kisa har ett fik med museum: Café Columbia i ett hus från 1700-talet vid Storgatan, som tidigare inrymt ortens första apotek och senare dess första bankkontor. För fritid och nöjen finns Kisa hembygdsgård.
Det finns ett hotell, Kisa Wärdshus, som har anor från ett gästgiveri, som inrättades på 1600-talet vid körvägen mellan Linköping och Kalmar.
I Kisa ligger Värgårdsskolan som är Kinda kommuns enda högstadieskola .

## Näringsliv
I Kisa finns industrier som sågverket Södra Wood Kinda, mjukpappersbruket Sofidel Sweden, BTT plåt, Absorbest AB och Finess Hygiene.

### Bankväsende
Kinda härads sparbank grundades år 1866. Sedan år 2008 heter den Kinda-Ydre Sparbank och är alltjämt en fristående sparbank.
Vadstena enskilda bank hade ett kontor i Kisa fram till 1879, då banken togs över av Östergötlands enskilda bank.
Danske Bank, som köpt Östgötabanken, drog ner verksamheten i lokalkontoret på Storgatan 2009 och lade ned det 2016.

## Kända invånare
- Karin Adelsköld
- Gerda Antti
- Gustaf Aronsson
- Jens Back
- Gustav Björklund
- Folke Boberg
- Ena Carlborg
- Sture Karlsson
- Göran Lambertz
- Walter Ljungquist
- Kisa Magnusson
- Inger Nilsson
- Torbjörn Nilsson
- Veronica Palm
- Magnus Samuelsson
- Torbjörn Samuelsson

## Bildgalleri

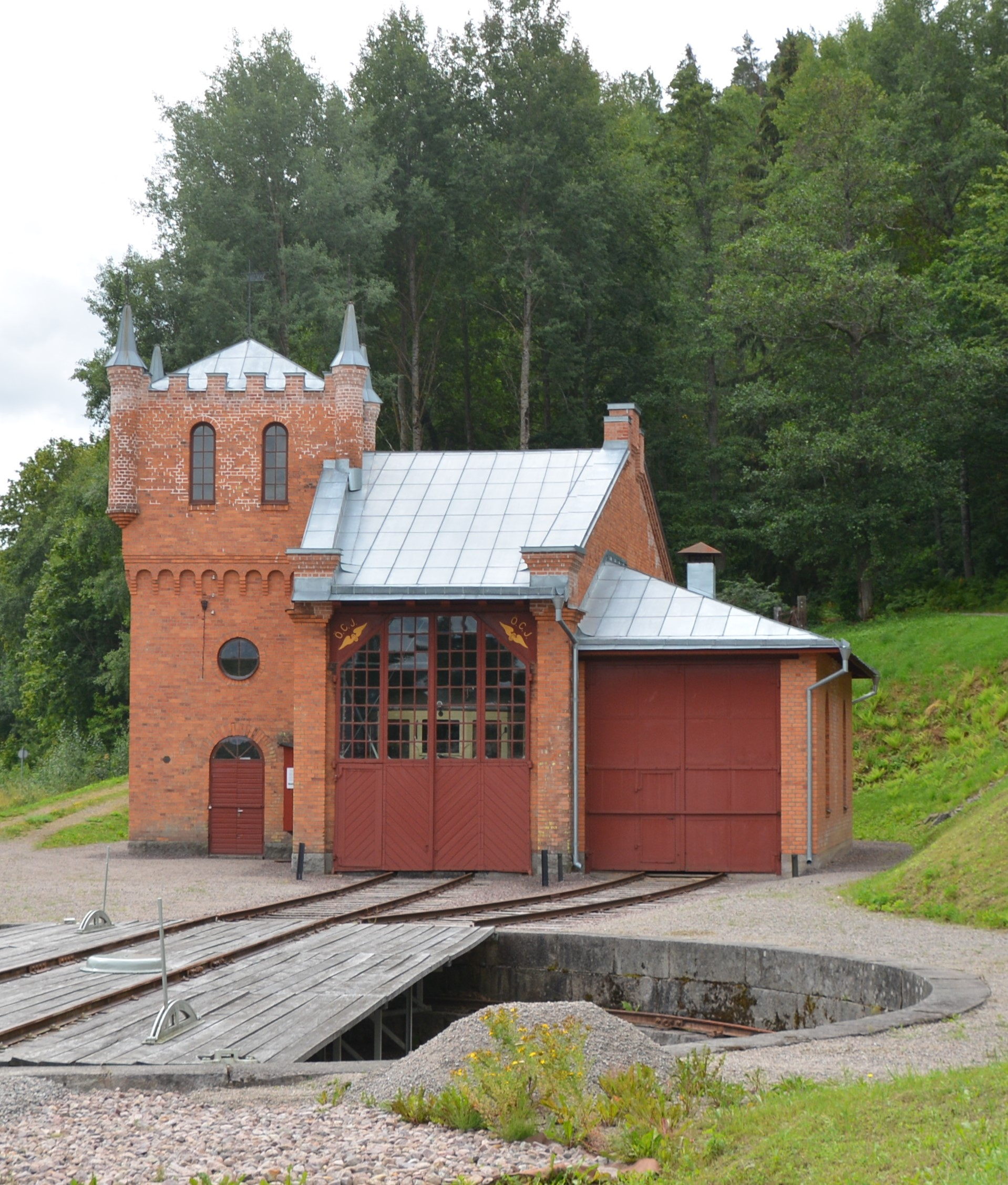
Lokstallet i Kisa
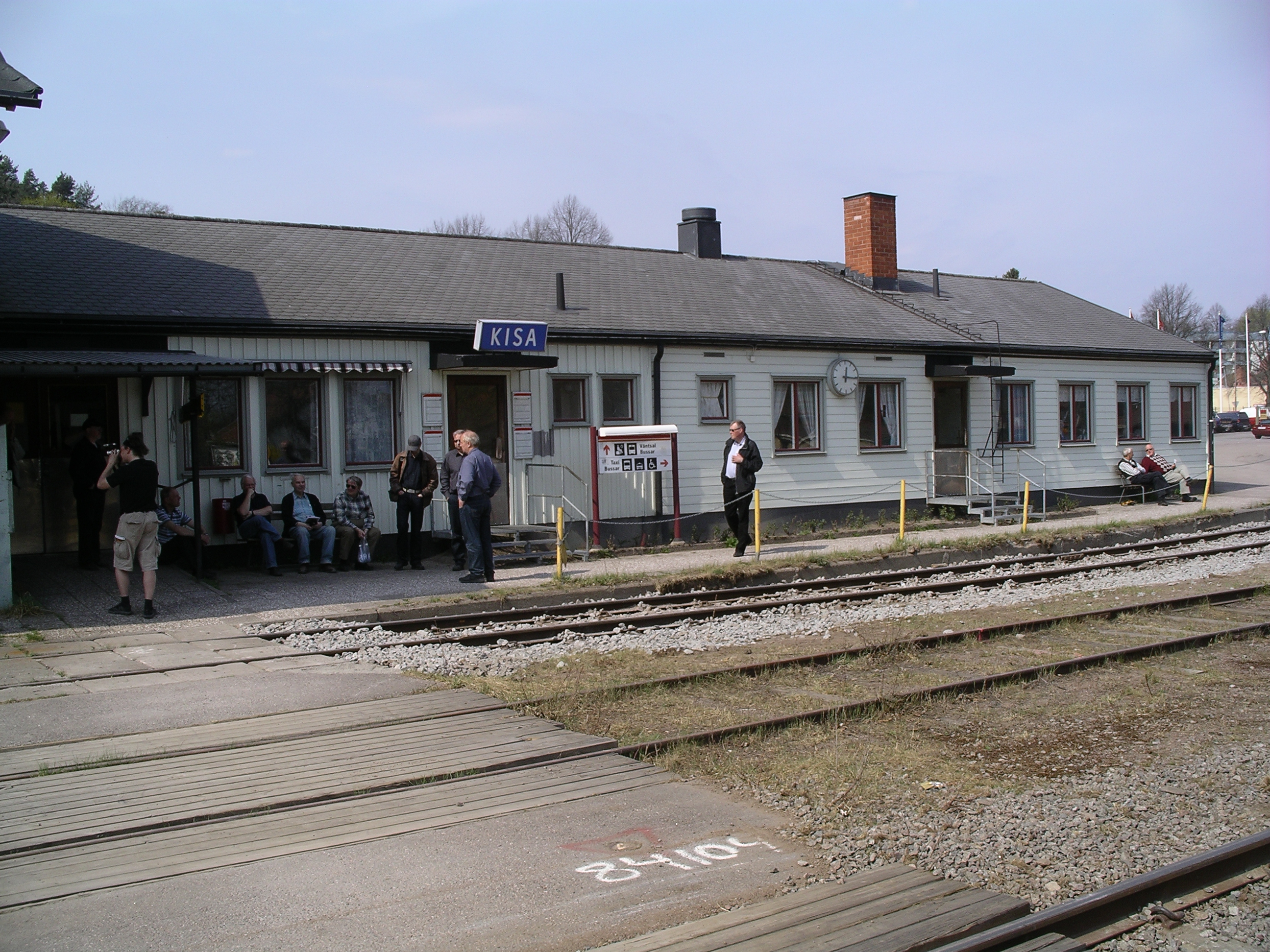
Kisa station
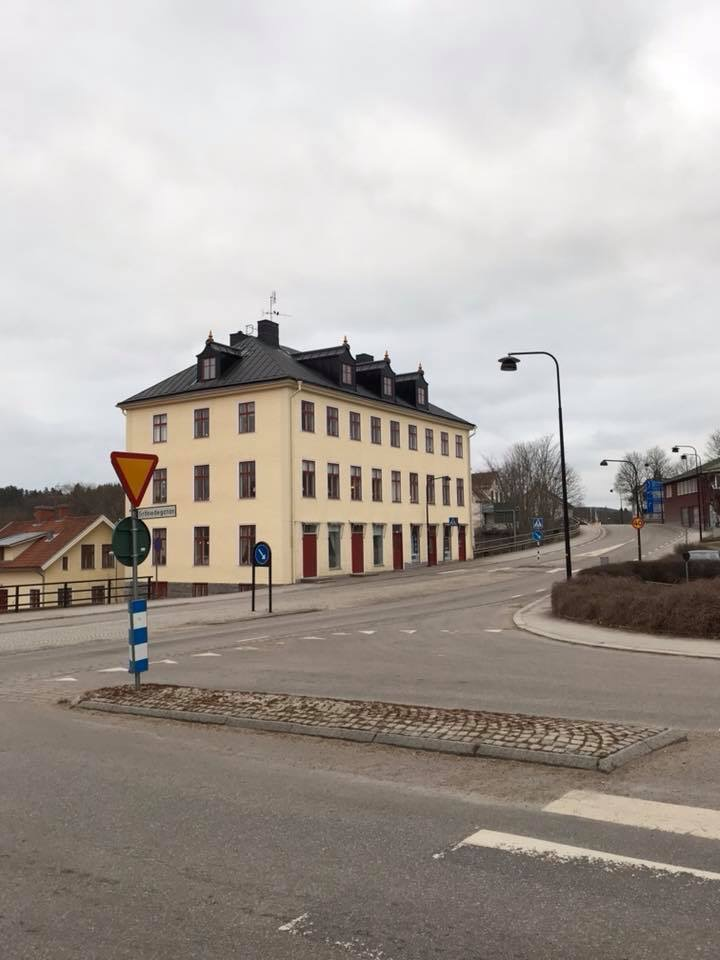
Gatuavsnitt i stationssamhället.
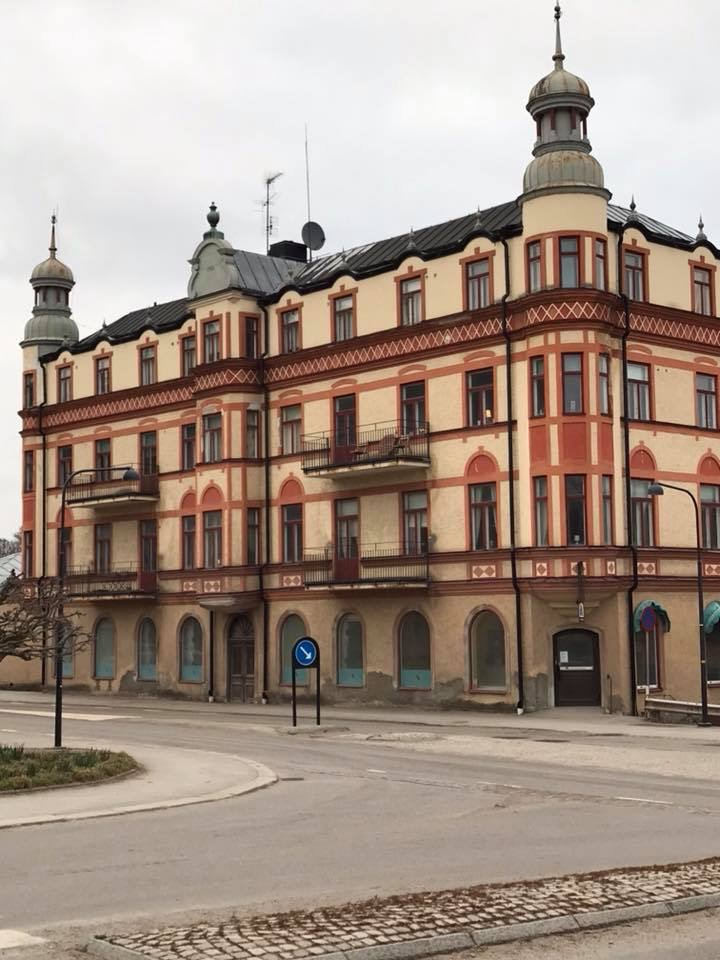
Sveahuset, uppfört 1901 och reverterat i 4 våningar

## Befolkningsutveckling
| Befolkningsutvecklingen i Kisa 1900–2020 | Befolkningsutvecklingen i Kisa 1900–2020 | Befolkningsutvecklingen i Kisa 1900–2020 | Befolkningsutvecklingen i Kisa 1900–2020 | Befolkningsutvecklingen i Kisa 1900–2020 |
| ---------------------------------------- | ---------------------------------------- | ---------------------------------------- | ---------------------------------------- | ---------------------------------------- |
|                                          |                                          |                                          |                                          |                                          |
| År                                       |                                          |                                          | Folkmängd                                | Areal (ha)                               |
| 1900                                     | 1900                                     |                                          | 1 098                                    | †                                        |
| 1960                                     | 1960                                     |                                          | 2 658                                    |                                          |
| 1965                                     | 1965                                     |                                          | 3 224                                    |                                          |
| 1970                                     | 1970                                     |                                          | 3 951                                    |                                          |
| 1975                                     | 1975                                     |                                          | 4 323                                    |                                          |
| 1980                                     | 1980                                     |                                          | 4 468                                    |                                          |
| 1990                                     | 1990                                     |                                          | 4 014                                    | 379                                      |
| 1995                                     | 1995                                     |                                          | 3 964                                    | 383                                      |
| 2000                                     | 2000                                     |                                          | 3 723                                    | 390                                      |
| 2005                                     | 2005                                     |                                          | 3 697                                    | 391                                      |
| 2010                                     | 2010                                     |                                          | 3 687                                    | 403                                      |
| 2015                                     | 2015                                     |                                          | 3 776                                    | 376                                      |
| 2020                                     | 2020                                     |                                          | 3 846                                    | 488                                      |
| † Som köpingsliknande samhälle 1900.     |                                          |                                          |                                          |                                          |